# V461 Близнецов
V461 Близнецов (лат. V461 Geminorum) — двойная затменная переменная звезда типа W Большой Медведицы (EW) в созвездии Близнецов на расстоянии (вычисленном из значения параллакса) приблизительно 16 202 световых лет (около 4 968 парсек) от Солнца. Видимая звёздная величина звезды — от +17,61m до +16,91m. Орбитальный период — около 0,3037 суток (7,2879 часа).